# Karma Migyur Ling
Pour les articles homonymes, voir Ling.
Karma Migyur Ling  (tibétain : ཀརྨ་མི་འགྱུར་གླིང, Wylie : karma mi 'gyur gling, « Le jardin immuable de l’activité ») situé à Montchardon à Izeron, est un centre de l'école karma-kagyu du bouddhisme tibétain fondé en 1975 par le 16e karmapa sur un site acheté par Jean-Pierre Schnetzler. 
Son responsable spirituel, Lama Teunsang, est arrivé en France en 1976.
Invité par la Fédération du bouddhisme tibétain, le 14e dalaï-lama a visité le centre en 1993 en présence de Matthieu Ricard et du maire de Grenoble Alain Carignon.